# Събития в Тбилиси 1956
Събитията в Тбилиси през март 1956 г., познати още като Мартенските демонстрации и Деветомартенското клане, в Съветска Грузия са вследствие на развиващата се по онова време политика на десталинизация, инициирана от съветския лидер Никита Хрушчов. Оскърбени и с накърнена национална гордост, грузинските младежи превръщат честването на третата годишнина от смъртта на Сталин в центъра на Тбилиси, в огромна по мащабите си демонстрация за отхвърляне на политиката на Хрушчов (оскърблението идва от факта, че Сталин е родом от Грузия). Скоро се появяват политически искания, като смяна на централното ръководство в Москва и призиви за независимост на Грузия и отцепването ѝ от СССР.
На 9 март 1956 година, войските в града използват открит огън в опит да се разпръснат демонстрантите. Официалната версия на СССР за случилото се била представена като „акт на самозащита“. На 10 март, събралото се множество продължава протеста си и войските са принудени да използват танкове за да разпръснат тълпата. Данните за ранените и убитите в демонстрациите варират от няколкостотин до няколко хиляди.
Това са събитията, които бележат повратна точка в отношенията между Грузия и Съветския съюз. След деветомартенските събития, лоялността на Грузия спрямо Москва рязко спада, за сметка на усилващия се национализъм. Според съветския социолог Роналд Григор Съни, бързия и брутален отговор на съветското правителство показва ясно, че то е неспособно да разреши дилемата доколко съветската система трябва да се промени и доколко да се запази авторитарността на Сталин. Смущението на правителството в Тбилиси е ясен знак за това, че реформата е трябвало да бъде ограничена от партийната решителност стремяща се да запази монопола върху властта.

## Предистория

### Реч на Хрушчов
На 25 февруари 1956 година, на 20-ия конгрес на социалистическата партия на Съветския съюз, съветския лидер Никита Хрушчов изнася реч, в която критикува действията взимани през периода на управление на Сталин (по-конкретно за чистките на военните и висшия ешелон на партията), и разпространения, по онова време, култ към личността спрямо героизирания образ на Сталин като „Баща на нацията“. В речта си Хрушчов защитава и възхвалява идеите за развитие на комунизма и на Съветския съюз, които има наследникът на „Вожда“ – Владимир Ленин.

### Реакция в Грузия
Парадоксално на деспотичното управление на Сталин, младото поколение грузинци е отгледано в преклонение към личността на Сталин. То го смята за грузинецът управлявал Велика Русия и човекът доминирал над света.
Речта на Хрушчов, който открито обвинява гения Сталин за всички зверства от онази ранна ера на съветския комунизъм, подклажда грузинското недоволство към управляващите в Москва. За много грузинци откритата ироничност е смятана за тотално накърняване на грузинския национализъм и потъпкване на гения на личността на Сталин.
След години, тогавашния комсомолски лидер в Кутаиси, Едуард Шеварднадзе тогава си спомня че критиката отправена към Сталин е била приета като болезнен удар по националното грузинско самочувствие. Последвалите събития, вследствие, от започналата политика на десталинизация на съветския лидер имат различна интерпретация.
Деветомартенските събития за много са били израз на възраждащия се сталинизъм в Грузия, а други смятат протестите за възраждащия се грузински национализъм, след несполучливата революция от 1924 година,Сергей Арутинов от Руската академия на науките разказва:
„Тази необоснована смяна е лоялността изискана от грузинците беше трудна за изпълнение. За различните етнически групи, речта на Хрушчов и политиката на десталинизация означаваха различни неща. До вчера хората, знаещи истината за ГУЛАГ от началото на 40-те години, които се бояха да назоват името на Сталин, и го назоваваха само като  онзи мустакат звяр, днес окачваха негови портрети по стъклата на тракторите и камионите си. Това беше една диаметрална промяна от едно неконформистко отношение към друго. За руснаците политиката на десталинизация не се считаше за толкова голяма промяна в идеологията на съветския комунизъм“.
Събитията в Грузия почти не са отразени от руските медии. Те остават тема табу за няколко десетилетия напред. Пълна възстановка на събитията и какво точно се е случило в онези мартенски дни не може да бъде направено. Оцелелите документи са само няколко разказа на очевидци и няколко секретни съветски документа.

## Демонстрации
Според официалната информация на министъра на вътрешните работи на Грузия Владимир Джанджгава безредиците започват на 4 март 1956 година, с група студенти събрали се пред паметника на Сталин в центъра на Тбилиси, за да почетат третата годишнина от смъртта му. Демонстрациите постепенно се разрастват, все повече хора се стичат да поднесат венци и цветя пред паметника на „Вожда“. Възмутени от речта на Хрушчов, тълпата става все по-агресивна спрямо полицаите оградили паметника. Заради разрастващите се мащаби на демонстрациите, местните власти били неспособни да реагират адекватно на ситуацията. По същото време се организират протести и в други градове от страната като Гори, Кутаиси, Рустави, Сухуми и Батуми.
До 6 март протестите стават все по-организирани и многобройни. Организирана среща между местните медии и правителството бързо става повод за ескалация на напрежението в столицата.
На 7 март демонстрантите (предимно студенти от различни учебни заведения) обикалят важни места в столицата. Тяхната демонстрация преминава през улица Руставели и площад Ленин скандирайки лозунга „Да живее Великият Сталин! Да живее партията на Ленин и Сталин! Да живее Съветска Грузия!“ Преодолявайки полицейските заграждения, протестиращите успяват да се съберат на площада пред паметника на Сталин, за да отправят исканията си към управляващите:
- 9 март да стана официален национален празник
- публикуване на редица хвалебствени статии спрямо личността на Сталин във всички вестници
- излъчване на филмите „Падането на Берлин“ и „Незабравимата 1919 година“ във всички кина в страната (двата филма са типични кинематографични произведения към култа на личността на Сталин).

Към края на деня броя на протестиращите достига 70000 души. Главните улици и площади в Тбилиси са напълно блокирани от демонстранти, с напредването на деня местното управление и полиция започват да губят контрол над ситуацията. До този момент, министерството на вътрешните работи подценява мащаба на протестите. То информира правителството в Москва едва на 8 март.
Рано на 9 март, в опит да се потуши напрежението, правителството позволява да се проведе официално честването от смъртта на Сталин. Но този закъснял опит за потушаване на демонстрациите не дава никакъв резултат. Протестиращите отправят нови искания към управляващите:
- отстраняване на Анастас Микоян, Николай Булганин и Никита Хрушчово от всички държавни постове
- създаване на ново правителство в Москва
- освобождаване на азербейджанския съветски първи секретар Мир Джафар Багиров от затвора
- създавана на институция по амнистия.

За да могат исканията на демонстрантите да бъдат чути, била изпратена група от 10 делегати до Телефонната палата, за да пратят телеграма до Москва с исканията им.
По-късно същия ден (9 март), министерството на вътрешните работи, разпространява информацията, че ситуацията е излязла извън контрол. Ръководството в Москва нарежда в протестите да се включат и военните от Кавказкия военен окръг командвани от генерал-полковник Иван Федюнински. Важно е да се отбележи, че грузинските войници не да били допускани в протестите, заради опасението на Москва в пристрастност към събитията. Все пак местните власти призовават за мирно разотиване на протестиращите. Около полунощ на 9 март, демонстрантите научават, че пратените делегати са били задържани от полицията уж за проверка на документите. Последва сблъсък между военните и демонстрантите. Не съществува официална информация за жертвите и ранените от тази нощ. Различните независими доклади определят броя на пострадалите от 106 до 800. Стотици били ранени и контузени.
На 10 март към полунощ е наложен вечерен час от военните. Много от протестиращите в тази нощ, усетили наближаващия сблъсък е военните се разотиват и напускат центъра на града. Над 200 са били арестувани в последвалите репресии и много били депортирани впоследствие в трудови лагери в Сибир.

## Последствия
Събитията е Тбилиси от март 1956 година разединяват грузинската комунистическа партия в Грузия. Повечето членове на партията подкрепят протестите. През юли '56 година, Централния комитет в Москва издава критична резолюция, с която осъжда остро демонстрациите от март същата година. Последват множество рокади във висшия ешелон на грузинската партия. Въпреки че няма очевидни опити за противодействие на съветската власт в Грузия, критика срещу централното ръководство в Москва продължава до края на април 1978 година. Много грузинци държат Хрушчов лично отговорен за военните действия срещу протестиращите. Лоялността към Съюза е сериозно компрометирана от анти-съветски настроения, станали основна характеристика на възраждащия се грузински национализъм. Събитията е Тбилиси дават ход на ново поколение дисиденти като Мераб Костава и Звиад Гамсахурдия, които участват в събитията от март 1956 година, и години по-късно повеждат Грузия в борбата за независимост през 1980 година.